# أبيجيل هوبكينز
أبيجيل هوبكينز (بالإنجليزية: Abigail Hopkins)‏ هي كاتبة أغاني ومغنية ومغنية مؤلفة ومخرجة وممثلة بريطانية، ولدت في 20 أغسطس 1968 في باتني ‏ في المملكة المتحدة.

## وصلات خارجية
- أبيجيل هوبكينز على موقع IMDb (الإنجليزية)
- أبيجيل هوبكينز على موقع ميوزك برينز (الإنجليزية)
- أبيجيل هوبكينز على موقع أول ميوزيك (الإنجليزية)
- أبيجيل هوبكينز على موقع ديسكوغز (الإنجليزية)
- أبيجيل هوبكينز على موقع قاعدة بيانات الفيلم (الإنجليزية)
- أبيجيل هوبكينز على موقع ليتربوكسد (الإنجليزية)